# Moeka Koizumi
Moeka Koizumi (小泉 萌香?, Koizumi Moeka; Prefettura di Hyōgo, 27 febbraio 1996) è un'attrice, doppiatrice e cantante giapponese attualmente affiliata all'agenzia Amuse, nota principalmente per aver doppiato Nana Daiba in Shoujo☆Kageki Revue Starlight. Si è laureata alla Osaka University of Arts nella specializzazione di broadcasting della facoltà di belle arti.

## Biografia
Nel 2014 vince un concorso di canto indetto dall'agenzia Amuse, iniziando in seguito la sua carriera di attrice facendo apparizioni in vari musical, spettacoli teatrali e pubblicità.
Dopo qualche anno ottiene vari ruoli principali all'interno di svariati progetti multimediali giapponesi come Nana Daiba in Shoujo☆Kageki Revue Starlight, Shioriko Mifune in Love Live! Nijigasaki High School Idol Club e Yuka Jennifer Sasago in D4DJ First Mix.
Nel dicembre del 2020 annuncia insieme a Haruki Iwata la formazione di un duo di cantanti chiamato harmoe sotto l'etichetta Pony Canyon, pubblicando il 10 marzo dell'anno successivo il singolo "Kimagure tic-tac".

## Vita privata
Tra i suoi interessi ci sono il canto a cappella e la frequentazione di film festival.
Il 7 febbraio del 2021 entra nelle tendenze del social media Twitter dopo essere stata redarguita da Hinata Sato, sua collega, per aver lavato il proprio iPhone sotto la doccia rovinandone la videocamera.

## Ruoli

### Teatro
- 2017
  - Shoujo☆Kageki Revue Starlight -The LIVE- #1 nel ruolo di Nana Daiba.
- 2018
  - Shoujo☆Kageki Revue Starlight -The LIVE- #1 revival nel ruolo di Nana Daiba.
  - Shoujo☆Kageki Revue Starlight -The LIVE- #2 Transition nel ruolo di Nana Daiba.
- 2019
  - Shoujo☆Kageki Revue Starlight -The LIVE- #2 revival nel ruolo di Nana Daiba.
  - Love in Gate city nel ruolo di Teruhito Narumiya.
  - Bloom Into You nel ruolo di Touko Nanami[6].
- 2020
  - Shoujo☆Kageki Revue Starlight -The LIVE Seiran - BLUE GLITTER nel ruolo di Nana Daiba.
  - Shoujo YoRHa Ver1.1a nel ruolo di n°21.

### Anime

#### Serie televisive
- 2018
  - Shoujo☆Kageki Revue Starlight nel ruolo di Nana Daiba.
- 2020
  - D4DJ First Mix nel ruolo di Yuka Jennifer Sasago.
- 2021
  - Pucchimiku♪ D4DJ Petit Mix nel ruolo di Yuka Jennifer Sasago.
  - Odd Taxi nel ruolo di Shiho Ichimura.
- 2022
  - Love Live! Nijigasaki High School Idol Club nel ruolo di Shioriko Mifune.
- 2023
  - D4DJ All Mix nel ruolo di Yuka Jennifer Sasago.
  - Nijiyon animation nel ruolo di Shioriko Mifune.
  - Nier: Automata Ver1.1a nel ruolo di Dahlia.

#### Film d'animazione
- 2021
  - Shoujo☆Kageki Revue Starlight Rondo Rondo Rondo nel ruolo di Nana Daiba.
- 2022
  - Odd Taxi Movie: In the Woods nel ruolo di Shiho Ichimura.

## Discografia

### harmoe

#### Singoli
|                   | Data             | Titolo             | Numero di catalogo | Numero di catalogo       | Numero di catalogo | Posizione in classifica |
| Edizione Limitata | Data             | Titolo             | Edizione Normale   | Edizione Limitata Canime |                    | Posizione in classifica |
| ----------------- | ---------------- | ------------------ | ------------------ | ------------------------ | ------------------ | ----------------------- |
| 1                 | 10 Marzo 2021    | Kimagure Tic Tac   | PCCG-01975         | PCCG-01976               | SCCG-00071         | 10                      |
| 2                 | 18 Agosto 2021   | My Pace ni Mermaid | PCCG-02032         | PCCG-02033               | SCCG-00077         | 15                      |
| 3                 | 22 Dicembre 2021 | Arabian Utopian    | PCCG-02113         | PCCG-02114               | SCCG-00090         | 17                      |
| 4                 | 7 Agosto 2022    | Futari Pinocchio   | PCCG-02175         | PCCG-02176               | SCCG-00107         | 12                      |

Album
|                   | Data          | Titolo             | Numero di catalogo | Numero di catalogo       | Numero di catalogo | Posizione in classifica |
| Edizione Limitata | Data          | Titolo             | Edizione Normale   | Edizione Limitata Canime |                    | Posizione in classifica |
| ----------------- | ------------- | ------------------ | ------------------ | ------------------------ | ------------------ | ----------------------- |
| 1                 | 6 Giugno 2022 | It's a small world | PCCG-02137         | PCCG-02138               | SCCG-00101         | 12                      |

Mini Album
|                   | Data         | Titolo          | Numero di catalogo | Numero di catalogo       | Numero di catalogo | Posizione in classifica |
| Edizione Limitata | Data         | Titolo          | Edizione Normale   | Edizione Limitata Canime |                    | Posizione in classifica |
| ----------------- | ------------ | --------------- | ------------------ | ------------------------ | ------------------ | ----------------------- |
| 1                 | 8 Marzo 2023 | Villans:impress | PCCG-02201         | PCCG-02202               | SCCG-00121         |                         |